# Suối Cầm
Suối Cầm là một con suối đổ ra Sông Đinh Đèn. Suối có chiều dài 35 km và diện tích lưu vực là 207 km². Suối Cầm chảy qua các tỉnh Bắc Giang, Lạng Sơn.